# سیارک ۱۵۹۷۷۸
سیارک ۱۵۹۷۷۸ (به انگلیسی: 159778 Bobshelton، نامگذاری:2003MZ1) صد و پنجاه و نه هزار و هفتصد و هفتاد و هشتمین سیارک کشف شده‌است که در ۲۴ ژوئن ۲۰۰۳ کشف شد.